# Maine Road
Maine Road è stato uno stadio calcistico inglese situato nella città di Manchester, costruito nel 1923 e demolito nel 2004. Situato nella zona di Moss Side, ha ospitato per ottant'anni le partite casalinghe del Manchester City e per tre stagioni (dal 1946 al 1949) anche quelle del Manchester United, durante la ricostruzione dell'Old Trafford nel dopoguerra.
Quando venne inaugurato, Maine Road era lo stadio più grande per una squadra di calcio inglese ed il secondo nel paese dopo Wembley (quest'ultimo riservato soltanto alle partite della Nazionale inglese); il record di affluenza fu registrato il 3 marzo 1934, quando 84.569 spettatori assistettero all'incontro tra il Manchester City e lo Stoke City valido per i quarti di finale della FA Cup (vittoria per 1-0 dei Citizens).
La stagione 2002-2003 fu l'ultima del Manchester City al Maine Road, con il match finale giocato l'11 maggio 2003, quando i Citizens persero per 0-1 contro il Southampton; dall'annata successiva la squadra si spostò nel nuovo impianto, il City of Manchester Stadium (oggi conosciuto come Etihad Stadium).
Dal 1966 il Maine Road dà il nome a una squadra dilettantistica fondata da tifosi del Manchester City, il Maine Road Football Club, che milita nella North West Counties Football League.

## Storia

### Costruzione
Il progetto della costruzione dello stadio fu annunciato nel maggio 1922, in seguito alla decisione del Manchester City di lasciare il vecchio impianto, Hyde Road, il quale ormai era troppo piccolo ed era stato danneggiato da un incendio nel 1920. Sedici acri furono acquistati nel sud della città per £5.500, e la costruzione iniziò nel tardo 1922. L'architetto Charles Swain propose una capacità di 120.000 posti basandosi sul disegno di Hampden Park, però questo progetto fu scartato e la capacità ridotta a 80.000 posti. Comunque il Maine Road, fu lo stesso il secondo stadio del paese, dietro il Wembley Stadium, tanto da essere chiamato "The Wembley of the North". La costruzione durò 300 giorni, con il costo totale di £100.000.

### Primi anni

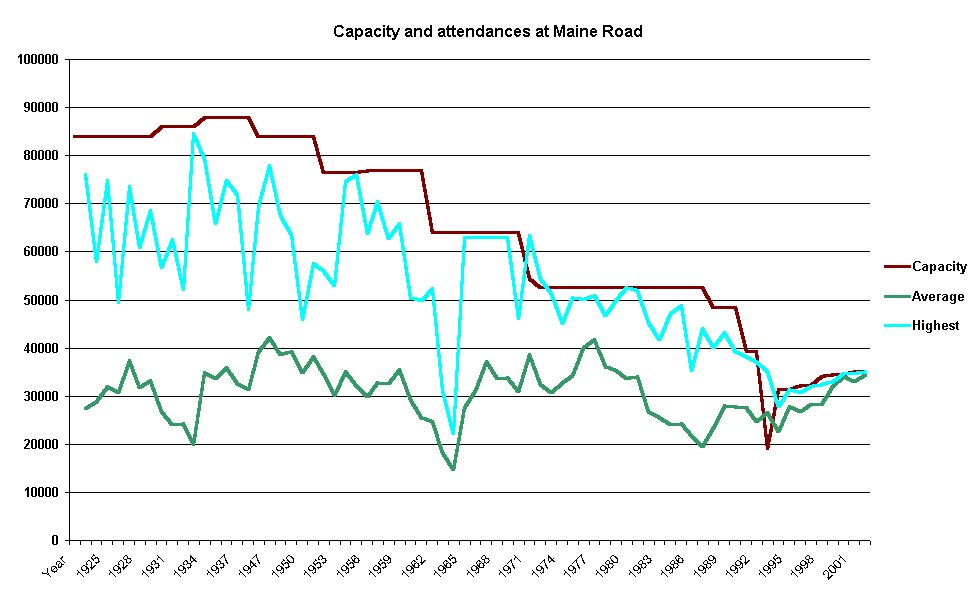
Grafico che esprime il tasso di presenze dei tifosi al Maine Road.

Il primo incontro fu giocato il 25 agosto 1923 e 56.993 fan guardarono il Manchester City battere per 2-1 lo Sheffield United. Lo stadio fu diviso con i rivali del Manchester United per un periodo di tre anni dopo la Seconda guerra mondiale, dato che l'Old Trafford fu danneggiato durante i bombardamenti di Manchester.

### Spostamento e demolizione

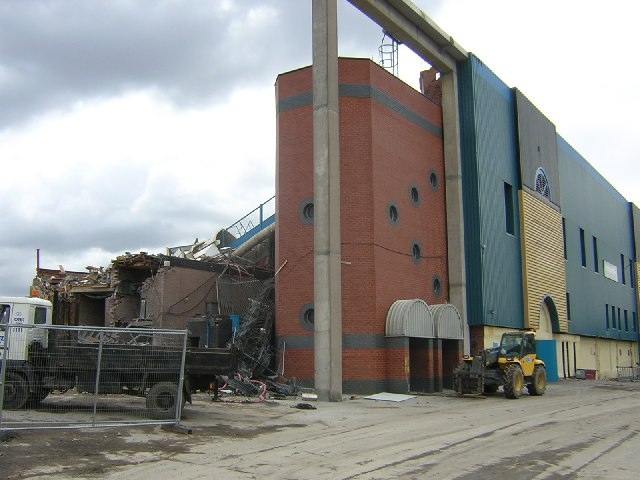
Il Maine Road durante la sua demolizione (2004).

Nel 1990 incominciarono i lavori per ridurre il numero di posti dell'impianto, ma nel 2000 si decise di trasferire il club nel nuovo City of Manchester Stadium (oggi noto come Etihad Stadium per motivi di sponsorizzazione), completato nel 2002 per ospitare i Giochi del Commonwealth di quell'anno. L'ultimo gol nello stadio fu realizzato l'11 maggio 2003 dal difensore svedese del Southampton Michael Svensson, mentre l'ultimo del Manchester City fu messo a segno il 26 aprile 2003 da Marc-Vivien Foé, calciatore camerunese morto il 26 giugno seguente per un arresto cardiaco durante una partita della sua nazionale in Confederations Cup.
Il Maine Road, una volta chiuso, rimase inutilizzato per alcuni mesi, prima che il comune di Manchester programmasse il suo abbattimento. I lavori di demolizione cominciarono nell'autunno del 2003 e furono completati nell'estate del 2004.

## Altri usi
A Maine Road si sono tenuti numerosi concerti. Tra gli artisti esibitisi nello stadio figurano Rolling Stones, Simple Minds, Queen, Fleetwood Mac, Bryan Adams, Jean-Michel Jarre, Dire Straits, David Bowie (in due occasioni) e Guns N' Roses. Anche Prince si è esibito due volte nello stadio nei primi anni novanta, così come i Pink Floyd nel 1988. Nel 1974 fu David Cassidy, idolo degli adolescenti, a suonare nello stadio. 
L'esibizione di maggiore profilo svoltasi a Maine Road è quella degli Oasis, gruppo di Manchester i cui membri sono grandi tifosi del Manchester City. I due concerti, tenutisi il 27 e 28 aprile 1996, furono i primi per gli Oasis da headliner (artisti principali della serata) e sono stati pubblicati nel 1996 in formato VHS e nel 1997 in formato DVD con il nome di ...There and Then.